# Лас-Урдес
Лас-Урдес (исп. Las Hurdes) — район (комарка) в Испании, входит в провинцию Касерес в составе автономного сообщества Эстремадура.
В этом районе Луис Бунюэль снимал документальный фильм "Лас Урдес. Земля без хлеба" (1932 год). Здешняя нищета даже вошла в поговорку. Ситуация стала меняться в 1950-х годах, когда началось строительство дорог. Но по-прежнему в Лас-Урдесе можно увидеть традиционные ульи, террасы полей и высохшие русла рек.
Еще несколько лет тому назад мало кто знал о существовании Ляс Урдес — не было ни одной проезжей дороги, которая соединяла бы этот край с Испанией. Исследователи отправлялись туда, как в Центральную Африку. Люди в Ляс Урдес тихо умирали от голода и болезней. Их стоны не доходили до соседней Саламанки. Это хилые и нищие люди, следовательно, ими не интересовались ни сборщики податей, ни воинские начальники..

## Муниципалитеты
| Муниципалитет        | Население | Площадь км² | Плотность населения чел./км² |
| -------------------- | --------- | ----------- | ---------------------------- |
| Каминомориско        | 1292      | 147,6       | 8,79                         |
| Касарес-де-лас-Урдес | 582       | 20,75       | 28,5                         |
| Касар-де-Паломеро    | 1343      | 37          | 36                           |
| Ладрильяр            | 298       | 53          | 5,6                          |
| Нуньомораль          | 1.520     | 95          | 18,61                        |
| Пинофранкеадо        | 1.651     | 178,9       | 11                           |